# جوزيف أكابا
جوزيف أكابا (مواليد 17 مايو 1967) هو مدرس ورائد فضاء تابع لوكالة ناسا، أصبح أول بورتوريكي يذهب للفضاء.